# Náš vůdce
Náš vůdce (v německém originále Die Welle) je německý film z roku 2008 režiséra Dennise Gansela založený na knize The Wave, která byla inspirovaná sociálním experimentem The Third Wave.

## Děj
Učitel na střední škole Rainer Wenger má během projektového týdne probírat se studenty autokracii. Studenti nevěří, že v moderním Německu se může prosadit diktatura, a tak se Wenger rozhodne začít experiment, který má ukázat, jak snadno mohou být masy manipulovány. Úvod filmu ukazuje Wengera jako anarchistu a na projektový týden se snaží získat i téma anarchie, ale ředitel ho odmítne. I tak se ale svého tématu chopí s nadšením a získá plnou pozornost studentů.
Wenger začne požadovat, aby ho všichni studenti oslovovali „pane Wengere“ místo obvyklého „Rainere“, změní zasedací pořádek tak, aby všichni byli čelem k tabuli a posadí studenty s horšími známkami vedle studentů s lepšími známkami, aby se tak od sebe učili a jako celek byli lepší. Když chce některý student říci něco nahlas, musí se přihlásit a postavit se. Jejich odpovědi musí být krátké a předem promyšlené. Wenger studentům ukáže efekt společného pochodování ve stejném rytmu. Motivuje je tím, že tak mohou opravdu naštvat třídu, která je pod nimi (třída zabývající se anarchií).
Dalším krokem je název. Třída se rozhodne pro „Vlna“ (v originále „Die Welle“). Všichni členové skupiny musí nosit bílé košile a džíny, aby se tak odstranila rozdílnost a individualita. Skupina si také vytvoří společný pozdrav. Dvě dívky Karo a Mona proti činnosti skupiny začnou protestovat. Tři chlapci předtím třídu opustili, ale dva z nich se pak vrátili. Ze třídy pak odejde také Mona, která je znechucená tím, jak její spolužáci přijímají fašismus. Členové Vlny pak začnou sprejovat jejich logo na budovy po městě, mají party, kam mohou pouze členové Vlny a začnou ostrakizovat a trápit ty, co nejsou v jejich skupině.
Student Tim začne být skupině velmi oddaný, protože se konečně stal přijímaným členem školní studentské komunity. Po diskuzi o tom, jak velké nadnárodní korporace nemají zodpovědnost za své činy, zničí své značkové oblečení. Tim se pak ukáže u Wengerova domu a nabízí mu, že se stane jeho bodyguardem. Wenger ho pozve dál na večeři, ale ochranu odmítá. To přinese další zátěž do vztahu Wengera s jeho ženou, která se domnívá, že experiment zašel již příliš daleko. Wenger nakonec Tima ze svého domu vyhodí, ale ráno zjistí, že student spal u jeho dveří.
Karo pokračuje ve svých snahách odhalit akce Vlny, čímž vyvolá odpor u mnoha členů Vlny, kteří požadují, aby s tím její přítel Marco něco udělal. Během jejich konfrontace se Marco rozčílí a Karo udeří, což Marca přesvědčí, že experiment se vymkl kontrole. Marco požádá Wengera, aby experiment ukončil. Wenger mu řekne, aby to nechal na něm, a svolá setkání všech členů Vlny do auditoria.
Na setkání nechá Wenger zamknout dveře a začne rozvášňovat studenty, říká, že ovládnou Německo a věci změní, aby byly takové, jaké mají být. Všichni studenti jásají a tleskají. Marco vstane a mluví proti akcím Vlny, a tak ho Wenger označí za zrádce a chce, aby ho ostatní dovedli na pódium. Když čtyři chlapci Marca na pódium přivedou, učitel je konfrontuje s jejich činy. Zeptá se jich, jak daleko by byli schopni zajít, jestli by byli schopni chlapce zabít. Připomene studentům jejich tvrzení, které stálo na začátku Vlny – že diktatura není v moderním Německu možná. Většina studentů vypadá, že cítí hanbu a lítost, když si uvědomí, že se účastnili na něčem takovém. Tim ale věří, že Vlna je vše, co má, a tak nechce dopustit její konec. Než se sám zastřelí, střelí jednoho studenta.
Film končí, když je Wenger vzat policií do vazby a dívá se na trápení, které jeho experiment přinesl.

## Obsazení
| Jürgen Vogel             | Rainer Wenger  |
| Max Riemelt              | Marco          |
| Jennifer Ulrich          | Karo           |
| Jacob Matschenz          | Dennis         |
| Frederick Lau            | Tim            |
| Cristina do Rego         | Lisa           |
| Christiane Paul          | Anke Wagnerová |
| Elyas M’Barek            | Sinan          |
| Maximilian Vollmar       | Bomber         |
| Maximilian Mauff         | Kevin          |
| Ferdinand Schmidt-Modrow | Ferdi          |
| Tim Oliver Schultz       | Jens           |
| Amelie Kiefer            | Mona           |
| Odine Johne              | Maja           |
| Fabian Preger            | Kaschi         |
| Alexander Held           | Timův otec     |

## Předloha
Film byl inspirován sociálním experimentem nazvaným „Třetí vlna“, který v roce 1967 provedl na střední škole v kalifornském Palo Altu pětatřicetiletý učitel dějepisu Ron Jones. Na rozdíl od filmu neskončil experiment střelbou a zásahem policie. Ron Jones byl ze školy vyloučen. V roce 1981 experiment popsal Morton Rhue v knize Vlna. Roku 1984 vyšla v Německu, kde se prodalo 2,5 milionu výtisků. Kniha se stala povinnou četbou na některých amerických školách, v Německu a v Izraeli. Byla předlouhou i k tomuto filmu.

## Incident v Rakousku
Film Náš vůdce byl rakouským ministerstvem školství doporučen jako pedagogická pomůcka pro výuku o totalitarismu. V roce 2018 došlo na střední škole v burgenlandském městě Zurndorf k incidentu, kdy po promítání filmu někteří žáci napodobovali společenství Vlny a případ musela řešit policie. Promítání na školách v Burgenlandu bylo zastaveno.

## Recenze
Film byl hodnocen nadprůměrně, v dubnu 2020 získal v Česko-slovenské filmové databázi 82 %.
- Mirka Spáčilová, iDNES.cz Náš vůdce je hra na nacisty, jež se vymkla kontrole
- Irena Hejdová, Aktuálně.cz Kolik svobody chtějí vaše děti, ptá se Náš vůdce
- Kateřina Šebelová, The Epoch Times Náš vůdce – film, co se dostane pod kůži...
- Iva Přivřelová, Deník Film Náš vůdce: Příklady táhnou, i nacistické